# ウエスト・シベリアン・ライカ

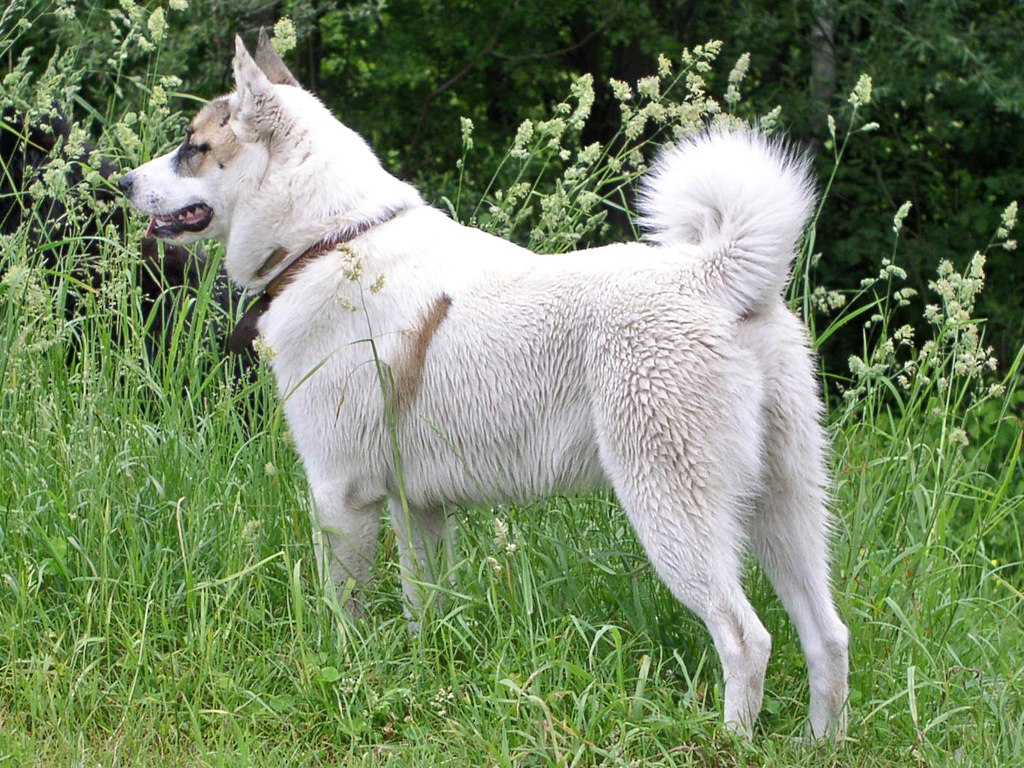
ウエスト・シベリアン・ライカ

ウエスト・シベリアン・ライカ（英：West Siberian Laika）は、ロシアの西シベリア原産のライカ犬種のひとつである。別名はサーパドノ・シビールスカヤ・ライカ（英；Zapadono Sibirskaja Laika）。

## 歴史
古くから存在していた犬種で、北ウラル地方と西シベリア地方のライカ犬を掛け合わせて作出されたといわれている。
主に猟犬として使われている。ヘラジカ、イノシシ、オオヤマネコ、クマ、クロテン、オコジョなどのさまざまな動物を駆るのに使われる。単独もしくは小規模なパックで獲物のにおいを追跡し、発見すると吠えて主人に知らせ、自ら狩りに行って獲物を仕留める。本種は力が強いので犬だけでクマを倒すこともできるが、犬だけでは倒せない場合は主人も参加して猟銃で仕留める。この他、主人や獲物を運ぶためにそり引きをしたり、侵入者から家を守る番犬としても使われた。
1900年代ごろから先住民の伝統的な生活が破壊されるようになり、これに伴って本種の役割も減って需要が激減し、絶滅の危機に陥った。尚、多くのライカ犬種は本種と同じ時期に同じ理由で受難の時を迎え、いくつかのライカ犬種は絶滅してしまっている。本種や他のライカ犬種を絶滅から守るため、1920年代ごろに各ライカ犬種の保護活動が開始された。各種保護活動はロシアの首都であるモスクワを中心として行われ、そこに多くの犬が集められて純粋繁殖が進められた。その結果本種も頭数を回復させることができ、絶滅の危機を脱することができた。
現在は国際的な畜犬団体であるFCIにも公認登録され、ライカ犬種としては世界で最も人気のある犬種になっている。ロシアやその周辺国では人気があり、ペットやショードッグ、実猟犬などとして幅広く飼育されている。しかし、ライカ犬の性質上、あまりそのほかの国では飼育されておらず、飼育されていない地域では知名度も非常に低い。

## 特徴

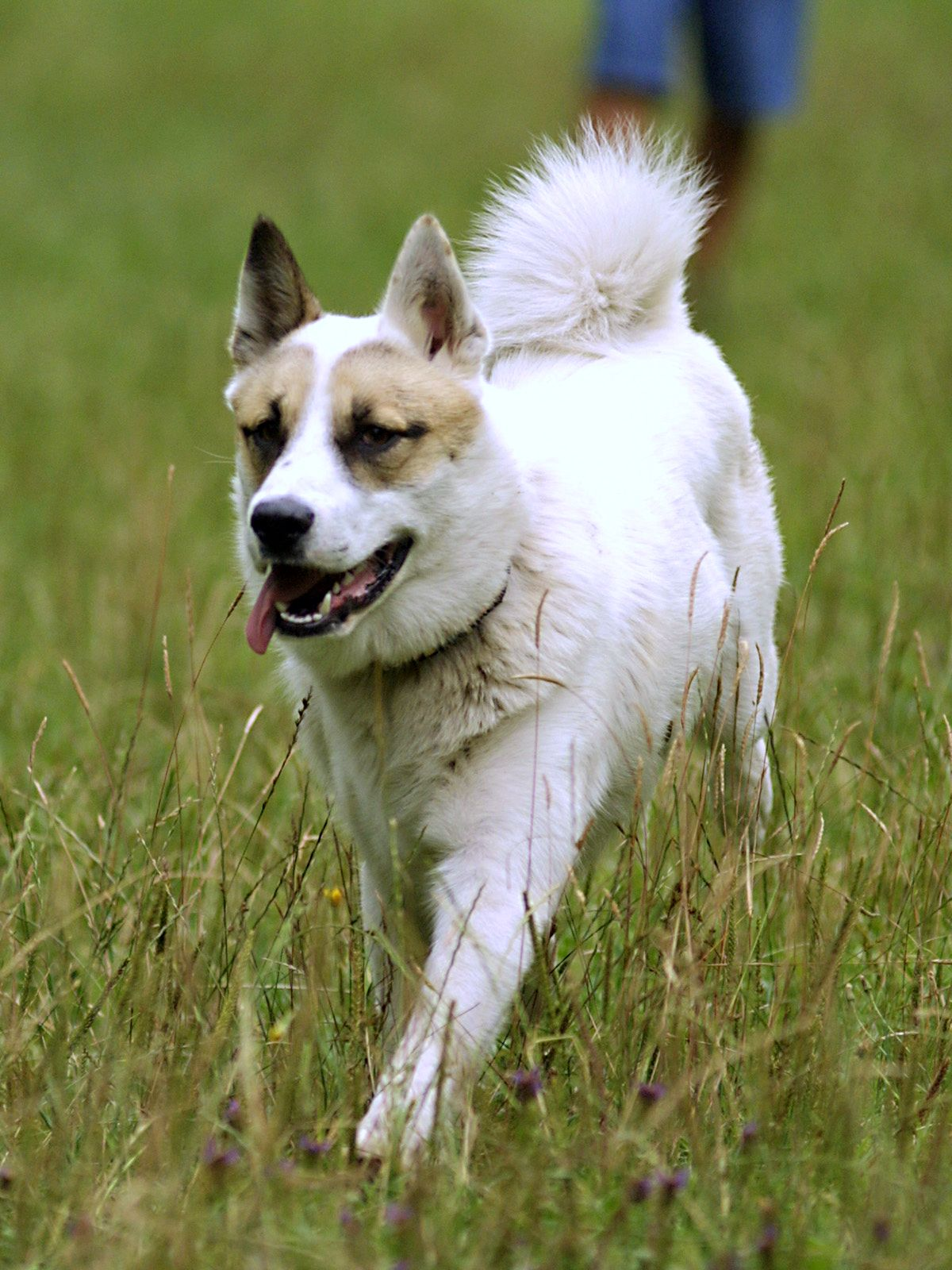
ウエスト・シベリアン・ライカ

名前の似ているイースト・シベリアン・ライカとの原産地以外の違いは、サイズはこちらのほうが小さめで胴も長め、もっと筋肉質の体格でコートの色や質など多岐に渡り、まったく別の犬種であることがわかる。又、イースト・シベリアン・ライカはスタンダード（犬種基準）の幅が広めであるが、本種はそれよりも狭いスタンダードを持つ。
日本犬のようなスピッツタイプの犬種である。首が太く筋肉質の体つきをしていて、脚は長めで、力が強い。耳は小さめの立ち耳で、尾は巻き尾かふさふさした垂れ尾。コートはやはりイーストと同じ二重構造になっているが、上毛はさらりとしたもののみ。寒さに非常に強いが、暑さにはめっぽう弱い。毛色はフォーンがかった茶色やグリズルなど。体高53〜61cm、体重18〜23kgの大型犬で、性格は穏やかで主人家族に対し友好的だが、警戒心が強い。家族以外にはなつきにくく、吠え立てることもあるが神経質な面はない。
尚、ライカ犬種であるため、必要以上によく吠え、主人以外からはしつけを受け付けにくい。尚、よく吠えるのは主人や家族に自分の気持ちを伝えるためで、人間の会話と同じような役割がある。吠えるのをやめさせることはできるが、ライカ以外の犬種とは違い、物言えぬことからストレスがたまって破壊行動につながるため注意が必要である。運動量も多めで、日本での飼育環境には適さない犬種である。このため、飼育の際にはライカ犬種に関する知識を集め、吠え声によるトラブルが発生しないような場所での飼育が必要不可欠となる。かかりやすい病気は関節疾患や、地肌が湿気で蒸れておこる皮膚炎などがある。